# Referendarius Lithuaniae

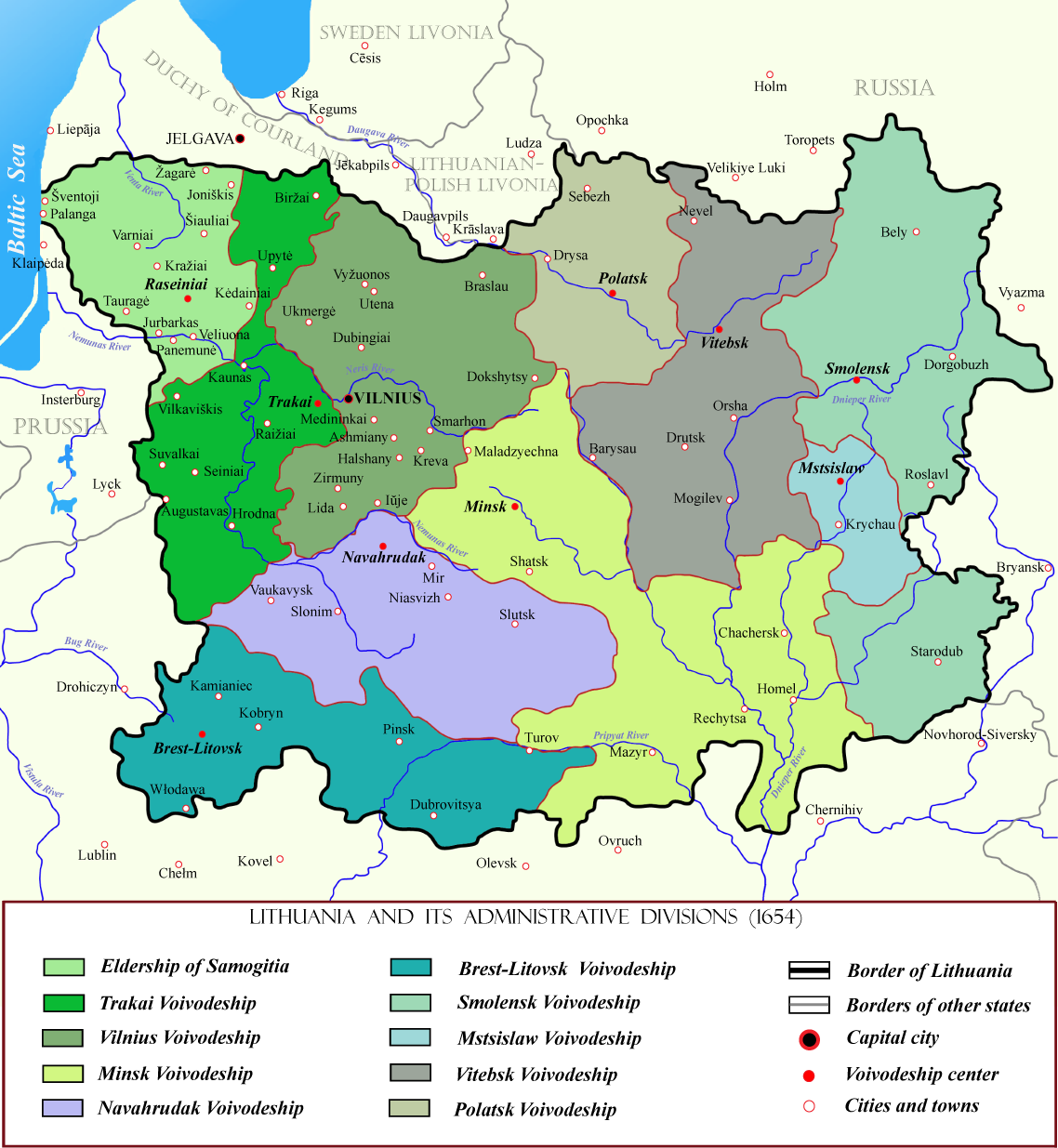
Litauen im 17. Jahrhundert

Der Referendar des Großfürstentums Litauen (polnisch Referendarz wielki litewski, lateinisch referendarius Lithuaniae) war ein hoher Staatsbeamter in der Realunion Polen-Litauen. Der erste wurde von König Sigismund II. August ernannt. Im Großfürstentum Litauen gab es zwei, einen geistlichen und einen weltlichen Minister, die immer am Königshof gegenwärtig waren. Ab 1600 standen an der Spitze des Rechtsreferendariats Beamte, die die Abgaben der Bauern und Pächter an den König kontrollierten. Sie waren auch Rechtsassessoren bei Gericht, am Königshof und beim Sejm. Um 1775 bestand das Rechtsreferendariat des Großfürstentum Litauen aus den Sekretären des Ständigen Rats und des Departements für auswärtige Interessen.

## Referendare
Bekannte Referendare waren:
- Jan Władysław Brzostowski
- Paweł Ksawery Brzostowski
- Aleksander Korwin Gosiewski
- Krzysztof Korwin Gosiewski
- Dołmat Franciszek Isajkowski
- Eustachy Kotowicz
- Hugo Kołłątaj
- Fryderyk Józef Moszyński
- Stefan Pac
- Antoni Tadeusz Przezdziecki
- Aleksander Wyhowski
- Stefan Jan Ślizień